# Arianespace
Arianespace SAS ist ein multinationales Unternehmen, das am 26. März 1980 als erster kommerzieller Anbieter von Trägerraketenstarts gegründet wurde. Es ist für Betrieb und Vermarktung der europäischen Startsysteme Ariane und Vega zuständig. Von 2007 bis zum russischen Überfall auf die Ukraine 2022 startete Arianespace auch Sojus-Raketen.
Größter Anteilseigner ist die ArianeGroup, die insgesamt 73,69 % des Unternehmens hält. Der Hauptsitz von Arianespace liegt in Évry südlich von Paris. Die europäischen Trägerraketen starten vom Weltraumbahnhof Kourou in Französisch-Guayana. Am 26. April 2017 wurde die Arianespace SA in die Arianespace SAS formwechselnd umgewandelt.

## Geschichte

### 1973–1979: Entstehung
Das Europa-Programm der ELDO scheiterte 1973, daraufhin beschlossen zehn europäische Länder auf Anregung Frankreichs, das Ariane-Programm ins Leben zu rufen. Ziel war es, Europa einen unabhängigen Zugang zum Weltraum zu ermöglichen. Verwaltet wurde das Programm von der in dieser Zeit gegründeten Europäischen Weltraumorganisation (ESA), umgesetzt wurde es hauptsächlich von der französischen Raumfahrtagentur CNES.
Der Bedarf europäischer Regierungen an Raketenstarts wurde für die 1980er auf nur zwei Stück pro Jahr geschätzt. Eine solche Rate würde die Produktionskapazitäten niemals ausreichend nutzen und keinen rentablen Betrieb zulassen. Die Starts der Ariane-Raketen mussten also kommerziell auf dem Markt verfügbar sein. Die ESA eignete sich allerdings kaum für diese Kommerzialisierung, da alle ihre Entscheidungen einstimmig getroffen werden mussten. Eine effiziente Produktion und Vermarktung der Trägerrakete wäre so nicht möglich gewesen.
Am 15. Dezember 1977 schlug der damalige CNES-Direktor für Trägerraketen, Frédéric d’Allest, die Gründung einer Vertriebsgesellschaft vor, die Transpace heißen sollte. Dabei sollte das Kapital zwischen der französischen Raumfahrtagentur und den industriellen Herstellern der Rakete aufgeteilt werden. Diese Idee wurde 1978 von der Leitung des CNES und der französischen Regierung gebilligt. In der Zwischenzeit begann Frédéric d'Allest bereits, sich an Satellitenbetreiber zu wenden, um Aufträge für Raketenstarts zu ergattern, und damit die Nachfrage unter Beweis zustellen. Ein erster Erfolg wurde am 8. Dezember 1978 verzeichnet, als der damals führende Satellitenbetreiber der Welt, Intelsat, sich für die Ariane entschied. Unterzeichnet wurde der erste Auftrag am 15. Februar 1979.
Während der Pariser Luftfahrtschau unterzeichnete das CNES am 12. Juni 1979 eine Absichtserklärung mit den beteiligten Unternehmen, Transpace zu gründen. Der Name konnte aber nicht verwendet werden, weil er bereits der eines amerikanischen Unternehmens war. Offiziell gegründet wurde das nun Arianespace genannte Unternehmen am 26. März 1980. Frédéric d'Allest wurde erster Geschäftsführer. So wurde Arianespace der erste Anbieter der Welt von kommerziellen Raketenstarts.

### 1979–1986: Erste Starts
Die erste Ariane 1 flog am Heiligabend 1979. Es folgten drei weitere Probeflüge, von denen einer fehlschlug. Am 20. September 1982 fand schließlich der erste kommerzielle Start statt – dieser wurde allerdings noch unter Regie der ESA durchgeführt. Der erste Start von Arianespace erfolgte am 23. Mai 1984 und brachte den US-Telekommunikationssatelliten Spacenet 1 in die Umlaufbahn.
Um auch schwerere Satelliten in höhere Umlaufbahnen bringen zu können, beschloss die ESA im Juli 1980, leistungsfähigere Versionen der Ariane zu entwickeln. Daraus ging zunächst die Ariane 2 hervor. Bei dieser Version wurde der Schub der Erst- und Zweitstufe erhöht, sodass die Rakete 325 kg mehr Nutzlast in eine geostationäre Umlaufbahn (GTO) befördern konnte als ihre Vorgängerin. Die darauffolgende Ariane 3 bestand aus einer Ariane 2 und zwei Boostern mit Feststofftriebwerk. Durch die nochmals erhöhte Schubkraft konnten nun sogar zwei Satelliten pro Start transportiert werden, wodurch sich die Startkosten deutlich reduzieren ließen.
Der Erststart der Ariane 3 erfolgte am 4. August 1984 im Rahmen der Arianspace-Mission V19. Gestartet wurden die Telekommunikationssatelliten ECS-2 und Télécom 1A. In den nächsten 5 Jahren wurden mit dieser Version insgesamt 19 Satelliten mit 10 Flügen in die Umlaufbahn gebracht. Gleichzeitig startete die Ariane 2 fünf Satelliten und die Ariane 1 drei.

### 1986–1995: Marktführer
Das Hauptaugenmerk bei der Gründung von Arianespace lag darauf, Europa einen effizienten und unabhängigen Zugang zum Weltall zu ermöglichen und nicht darauf, Profit mit den Satellitenstarts zu erwirtschaften. Angesichts der zur gleichen Zeit entwickelten Space Shuttles war dies auch nicht sinnvoll, da diese, auf Grund ihrer Wiederverwendbarkeit, deutlich günstiger sein sollten.
Nach dem Challenger-Unfall am 28. Januar 1986 blieben die amerikanischen Shuttles allerdings für 32 Monate am Boden, womit auch die kommerzielle Nutzung eingestellt wurde. So fiel der Hauptkonkurrent der Ariane aus. Die Produktion konventioneller Trägerraketen (z. B. Atlas und Titan) musste in den USA erst wieder hochgefahren werden, da sie größtenteils durch das Shuttle ersetzt worden waren. Das nahm einige Zeit in Anspruch und so befand sich Arianespace Ende der 80er Jahre in einer Quasi-Monopolsituation für kommerzielle Satellitenstarts. Damit konnte die Startanzahl stark ausgebaut werden: 1985 wurden noch 5 Satelliten gestartet. Diese Zahl verdoppelte sich auf 11 im Jahr 1988. Dieser Zeitraum entspricht auch der Einführung der neuen Ariane 4. Durch neue Booster und Veränderungen an der Erststufe konnte die Leistung noch einmal erhöht werden. Mit der stärksten der sechs Ariane 4-Varianten war es nun möglich bis zu 4,95 Tonnen in eine geostationäre Umlaufbahn (GTO) zu bringen. Obwohl die Telekommunikationssatelliten stetig schwerer wurden, konnten somit immer noch zwei Satelliten auf einmal transportiert werden. Die flexible Kombinierung der verschiedenen Booster ermöglichte außerdem eine optimale Anpassung an die Nutzlast.
Die erste Ariane 4 wurde am 15. Juni 1988 gestartet und löste bereits ab Mitte 1989 die vorherigen Ariane-Versionen ab. Um die Nachfrage zu befriedigen, verdoppelte sich die Startrate von 3 oder 4 Flügen pro Jahr von 1988 auf 7 oder 8 Flüge, bevor sie ab 1995 11 bis 12 Flüge erreichte. Am 15. Februar 1989 bestellte Arianespace 50 Ariane-4-Trägerraketen für 18 Mrd. französische Franc. Dieser außergewöhnliche Auftrag wurde später schrittweise auf insgesamt 95 Trägerraketen erhöht.
1990 gab Frédéric d'Allest seinen Platz an der Spitze von Arianespace an Charles Bigot ab.
Die sehr zuverlässigen Starts der Ariane 4 (97,41 %) brachten Arianespace sowie der europäischen Raumfahrtindustrie im Vergleich zu US-amerikanischen und russischen Anbietern großes Ansehen bei den Kunden ein.

### 1995–2013: Anpassung an den veränderten Markt
Ab Mitte der 90er Jahre wurden geostationäre Satelliten so schwer, dass sie trotz regelmäßiger Leistungsverbesserungen nicht mehr zu zweit mit der Ariane 4 gestartet werden konnten. Dies erforderte die Einführung der Ariane 5, einer neuen, leistungsfähigeren Trägerrakete, deren Entwicklung bereits 1988 von der ESA initiiert wurde. Der Erstflug der Ariane 5 am 4. Juni 1996 scheiterte jedoch, weil die Steuerungssoftware unsorgfältig von der Ariane 4 übernommen wurde. Dieser Fehlschlag führte zu einer Verschiebung der Qualifikation auf Oktober 1998. Der erste kommerzielle Flug fand erst am 10. Dezember 1999 statt. Der Betrieb der Ariane 4 wurde daher bis 2003 verlängert.
Parallel dazu war Arianespace nach dem Zusammenbruch der Sowjetunion und dem darauffolgenden Markteintritt amerikanisch-russischer Startanbieter wie International Launch Services (ILS) und Sea Launch einem hohen Wettbewerb ausgesetzt, da diese denselben Markt wie Arianespace bedienen.
Außerdem entstanden im niedrigen Erdorbit (LEO) große Satelliten-Konstellationen wie Iridium und Globalstar. Für den Start dieser Art von Satelliten war weder die Ariane 4 noch die Ariane 5 geeignet. Das veranlasste Arianespace 1996 dazu, zusammen mit Aérospatiale in die Gründung von Starsem zu investieren, das für die Vermarktung der russischen Sojus-Trägerrakete ab 1999 außerhalb der ehemaligen Sowjetunion verantwortlich ist.
Der ehemalige ESA-Generaldirektor Jean-Marie Luton trat 1997 die Nachfolge von Charles Bigot an.
Angesichts des Markteintritts von Telekommunikationssatelliten mit einem Gewicht von über 5 Tonnen wurde 1999 eine verbesserte Version der Ariane 5 mit einer Startkapazität von 10 Tonnen in den GTO gestartet. Der Erstflug dieser Ariane 5 ECA am 11. Dezember 2002 scheiterte, und so beschloss die ESA, die Produktionsstruktur der Ariane zu überholen: Statt die Ariane 5 wie vorher bei unzähligen kleinen Unternehmen produzieren und montieren zu lassen, wurde EADS Space Transportation (später Astrium Space Transportation, heute Airbus Defence and Space) zum Hauptauftragnehmer ernannt. Arianespace beschränkt seine Aktivitäten so auf das Marketing und den Startbetrieb.
In der Vergangenheit musste Arianespace mehrfach Finanzspritzen aus dem Etat der ESA bekommen, um zu überleben. Zuletzt entschied der ESA-Ministerrat im Februar 2004, das Unternehmen zu unterstützen, um Europas unabhängigen Zugang zum Weltraum zu erhalten und die angeschlagene Ariane 5 zu fördern.
Die Ariane 5 ECA kehrte am 12. Februar 2005 erfolgreich in den Flugbetrieb zurück und wurde zum Arbeitspferd von Arianespace. Die alte Ariane 5G-Version machte ihren letzten Flug am 18. Dezember 2009. Weil sich der Satellitenstartmarkt erholte, erhöhte Arianespace seit 2007 wieder die Startrate der Ariane 5 ECA.
Jean-Yves Le Gall wurde 2007 zum Geschäftsführer von Arianespace.
Nach dem letzten Start der Ariane 4 wurde klar, dass Starts mittelschwerer Kommunikationssatelliten nicht von der Ariane 5 abgedeckt wurden und eine Marktlücke offen war. Seit Mitte 2011 startete Arianespace deshalb auch die russische Sojus-Trägerrakete vom Weltraumbahnhof Kourou aus, deren Erstflug am 21. Oktober 2011 stattfand. Sie deckt eben diesen Markt ab.
Während der Vorbereitungen zu Flug V201 wurde bei der Anlieferung der 202. Ariane in Kourou das Nummerierungssystem umgestellt. Arianestarts erhalten nun eine VA-Nummer, Sojusstarts von Kourou erhielten eine VS-Nummer und Starts der Vega eine VV-Nummer. Aus Flug V201 wurde so VA201.
Die kleine Vega-Trägerrakete der ESA wurde nach ihrem erfolgreichen Qualifikationsflug am 13. Februar 2012 in die Flotte von Arianespace aufgenommen für den stark wachsenden Kleinsatelliten-Markt.
Am 18. April 2013 ernannte das Board of Directors von Arianespace Stéphane Israël einstimmig zum Geschäftsführer. Jean-Yves Le Gall wurde zum Direktor der französischen Weltraumagentur CNES.

### 2013–2022: Verstärkter Wettbewerb
Durch neue Anbieter wie zum Beispiel SpaceX stieg der Wettbewerb im kommerziellen Startsektor stetig an. So war die wiederverwendbare Falcon 9 des US-amerikanischen Unternehmens deutlich günstiger als die Ariane 5. 2017 wurde Arianespace dann auch als Marktführer durch SpaceX abgelöst.
Um die starke Position Europas zu erhalten, wurde Airbus Defence and Space Anfang 2013 damit beauftragt, ein Konzept für die deutlich kosteneffizientere Ariane 6 vorzulegen. Der endgültige Entwicklungsauftrag wurde am 12. August 2015 an das neugegründete Joint-Venture Airbus Safran Launchers (seit 1. Juli 2017 ArianeGroup) vergeben. Ziel war die Startkosten pro Tonne zu halbieren und damit günstiger als die Konkurrenz zu sein. Der erste Start der Ariane 6 fand im Juli 2024 statt. Die ArianeGroup übernahm 2015 auch die Anteile der französischen Weltraumagentur CNES und wurde so mit etwa 74 % zum mit Abstand größten Anteilseigner von Arianespace.
In den Jahren 2020 und 2022 kam es durch die COVID-19-Pandemie zu gestörten Lieferketten und Verzögerungen bei den Raketenstarts, außerdem wurden die Entwicklung der Ariane 6 und der Vega-C verzögert. International ist die Branche durch die Falcon 9 unter Kostendruck. Insgesamt wurden in den Jahren 2020 und 2021 in Kourou nur noch sechs Ariane 5-Raketen, fünf Vega-Raketen und drei Sojus gestartet.

### Seit 2022: Generationenwechsel
Das Jahr 2022 markierte für Arianespace den Beginn eines Generationswechsels auf dem Gebiet der Trägerraketen. Wegen des Angriffskriegs Russlands gegen die Ukraine wurde die Zusammenarbeit mit Roskosmos in der unbemannten Raumfahrt dauerhaft eingestellt, womit die Starts und die Vermarktung von Sojus-Raketen in Kourou endeten. Bisherige Kunden der Sojus wie OneWeb und die ESA wichen auf Raketen des US-amerikanischen Anbieters SpaceX und der indischen Raumfahrtbehörde ISRO aus. Es bestand ein erhöhter Bedarf an Raketenstarts, während die Preise durch SpaceX gedeckelt und alle neuen europäischen Raketenprogramme durch Anlaufschwierigkeiten verzögert waren.
Als Nachfolgerin der Vega wurde die Vega-C entwickelt, bei gleichen Startkosten soll sie die Nutzlastkapazität um etwa 70 % erhöhen. Der Erststart erfolgte im Juli 2022, und der zweite Start im Dezember desselben Jahres schlug fehl. Auch bei der Vega traten vermehrt technische Probleme auf. Andererseits wurde die Vermarktung der Vega ab ca. 2025 an Avio abgegeben.
Die Produktion der Ariane 5 lief 2023 aus, während der für 2022 angesetzte erste Start der Ariane 6 ins Jahr 2024 verschoben werden musste. Der geplante Parallelbetrieb beider Modelle war somit nicht mehr möglich. Die neuen Raketen Vega-C und Ariane 6 hatten feste Buchungen von institutionellen Kunden für Galileo und weitere EU-finanzierte Programme, für einige europäische Weltraumagenturen sowie für die ESA. Die künftige Entwicklung soll auch bei Arianespace hin zu vereinfachten modularen Komponenten gehen, die verschieden eingesetzt und in größeren Stückzahlen und preiswerter produziert werden können. Die Vega-E befindet sich in Entwicklung, der Erststart war für 2024 angesetzt. Letztlich hofft man, wie SpaceX auch wiederverwendbare Raketenstufen zu betreiben.
Inzwischen hätten auch neue leichte Trägerraketen für kleine Nutzlasten bis ca. 500 kg marktreif sein sollen. Im Juni 2023 gab Arianespace bekannt, dass eine Absichtserklärung mit drei Herstellern solcher Kleinraketen abgeschlossen worden sei. Es handelt sich dabei zum einen um das französische Unternehmen Dark, das eine Rakete entwickelt, die von einem Flugzeug gestartet werden soll. Der Erstflug soll ungefähr 2028 erfolgen. Das zweite Unternehmen ist Orbex mit Hauptsitz in Schottland und Triebwerksentwicklung in Dänemark. Orbex entwickelt die Trägerrakete Prime mit einer Kapazität von 200 kg in niedrige Erdumlaufbahnen. Deren Erstflug war ursprünglich für 2022 angesetzt und wird nun für 2025 angestrebt. PLD Space ist ein spanisches Unternehmen, das die Miura 5 mit wiederverwendbarer Erststufe entwickelt. Deren Erstflug war ebenfalls für 2022 angekündigt und wurde mittlerweile auf Ende 2025 vertagt. Die Absichtserklärung soll die Grundlage für eine zukünftige nicht-exklusive Zusammenarbeit sein.

## Anteilseigner
Insgesamt halten 17 Firmen aus neun Ländern Anteile an Arianespace:
| Unternehmen                      | Anteil am Kapital | Land        |
| -------------------------------- | ----------------- | ----------- |
| ArianeGroup                      | 62,10 %           | Frankreich  |
| Air Liquide SA                   | 1,89 %            | Frankreich  |
| Clemessy                         | 0,11 %            | Frankreich  |
| Compagnie Deutsch SAS            | n.s.              | Frankreich  |
| ArianeGroup                      | 11,59 %           | Deutschland |
| MT Aerospace AG                  | 8,26 %            | Deutschland |
| Avio SpA                         | 3,38 %            | Italien     |
| S.A.B.C.A.                       | 2,71 %            | Belgien     |
| Thales Alenia Space Belgium      | 0,33 %            | Belgien     |
| Safran Aero Boosters             | 0,32 %            | Belgien     |
| RUAG Schweiz AG                  | 2,67 %            | Schweiz     |
| GKN Aerospace Sweden AB          | 1,63 %            | Schweden    |
| RUAG Space AB                    | 0,82 %            | Schweiz     |
| Airbus Defence and Space S.A.    | 2,03 %            | Spanien     |
| CRISA                            | 0,11 %            | Spanien     |
| Airbus Defence and Space B.V.    | 1,94 %            | Niederlande |
| Kongsberg Defence & Aerospace AS | 0,11 %            | Norwegen    |

Teilhaber mit nicht signifikantem Anteil sind mit „n.s.“ gekennzeichnet. Stand: Januar 2018.